# Дорогов, Александр Матвеевич
Александр Матвеевич Дорогов (1819 — 1850, Санкт-Петербург) — русский художник.

## Биография
Получил образование в Горном корпусе, по окончании которого был кондуктором штаба горных инженеров. Дорогов рано начал заниматься живописью, писал картины, чаще всего пейзажи. В 1844 году, в возрасте примерно 25 лет, вышел в отставку и поступил вольноприходящим учеником в Императорскую академию художеств, решив всецело посвятить себя любимому делу. Уже в следующем 1845 году Дорогов получил малую серебряную медаль Академии за картину «Ореанда на Южном берегу Крыма» и большую серебряную медаль за морские виды. В 1847 году он получил малую золотую медаль Академии за картину «Вид Константинополя».
В 1848 году Дорогов в качестве рисовальщика принял участие в экспедиции по Востоку камер-юнкера П. А. Чихачёва. Через два года Дорогов, находясь в Санкт-Петербурге, катаясь на лодке, утонул в Неве. 
В собрании Академии художеств до революции хранились его картины: «Вид Константинополя» (малая золотая медаль Академии 1847 года), «Византийские виды» и «Вид Алупки». Известны названия и некоторых других картин Дорогова: «Вид горы Аю-Даг», «Вид крепости Пицунда и старинного храма в ней» и «Пленные кавказские горцы».

## Галерея
- Вид Венеции со стороны лагуны
- Контрабандисты
- Корабль в бурю
- Переправа через Неву
- Игроки
- Терраса Монплезира в Петергофе.